# Ana Matilde Gómez
Ana Matilde Gómez Ruiloba (Ciudad de Panamá, Panamá, 5 de noviembre de 1962) es una política panameña que se desempeñó como Procuradora General de la Nación y desde 2014 hasta 2019 fue diputada en la Asamblea Nacional de Panamá por el circuito 8-7. Fue candidata independiente a la presidencia de Panamá por el periodo 2019-2024.

## Biografía
Gómez es licenciada en Derecho y ciencias políticas, con grado de maestría en criminología, ambos de la Universidad de Panamá, y estudios de diplomado en derechos humanos de la Universidad Católica Santa María La Antigua.
Ha ejercido diversos cargos en el sector público en el área del derecho, desempeñándose dentro del Ministerio Público como Escribiente, Oficial Mayor, secretaria judicial, personera municipal, fiscal de circuito, asistente de fiscal de distrito, luego como Abogada Corporativa en la Autoridad de la Región Interoceánica y Directora Ejecutiva Legal de la Comisión de la Verdad.
En el plano académico, ha dictado entre otras cátedras, la de criminología y derechos humanos en la Universidad Latina de Panamá. Dedicada al ejercicio libre de la profesión como abogada litigante en el área del Derecho penal, y fue consultora legal de la AID para los proyectos del programa de mejoramiento de la cuenca hidrográfica del Canal de Panamá. El 4 de mayo de 2014, fue elegida como la diputada más votada en el país y única por libre postulación en el circuito 8-7.

### Gestión como Procuradora General de Panamá
Gómez fue la primera mujer encargada de dirigir el Ministerio Público, tomó posesión del cargo el 3 de enero de 2005. Su ocupación del cargo debió ser por un periodo de 10 años, hasta el 31 de diciembre de 2014, sin embargo el 5 de febrero de 2010 dejó el despacho por orden de la Corte Suprema, que la suspendió del cargo en medio de una investigación por abuso de autoridad.
Fue denunciada por quien era fiscal de La Chorrera, que ella destituyó después de que fuera sorprendido cobrando una sobornos al padre de una menor detenida. Este acusó a Gómez después que la Corte fallara que eran ilegales las interceptaciones telefónicas que la procuradora ordenó en medio de la investigación en su contra. El 11 de agosto de 2009, la Corte Suprema ordenó la destitución de Ana Matilde y la condenó a seis meses de cárcel, conmutables por un pago de 4 mil balboas, además de ser inhabilitada en 2010 para ejercer cargos públicos por cuatro años.
El 16 de febrero de 2011, Gómez presentó una demanda contra el Estado Panameño en la Corte Interamericana de Derechos Humanos por la violación de sus garantías judiciales en el proceso que fue sometida cuando fue removida de la Procuraduría General de la Nación donde alegó que su destitución y condena fueron arbitrarias.

### Gestión como diputada
El 4 de mayo de 2014, fue elegida Diputada de la República para el circuito 8-7 siendo además la más votada en el país y única por Libre Postulación. Esta candidatura fue objeto de muchas controversias puesto que varios analistas políticos alegaron que la candidatura de Gómez era inconstitucional puesto que fue inhabilitada en 2010 para ejercer cargos públicos por cuatro años. Sin embargo, un fallo de la Corte Suprema de Justicia habilitó a Gómez para ocupar la curul de diputada en la Asamblea Nacional. La Corte Suprema redujo a seis meses la pena original de cuatro años de inhabilitación para ejercer funciones públicas, contradiciendo el primer fallo de 2010.
Como diputada, Ana Matilde ha sido defensora de los Derechos Humanos y ha hecho 36 proyectos de ley, además ha sido muy crítica hacia los demás diputados, alegando que la Asamblea Nacional requiere "cambios profundos" en su régimen orgánico interno y en la forma de elección de los diputados.

### Candidatura presidencial
En agosto de 2017 anunció sus intenciones de ser candidata a la presidencia por el periodo 2019-2024 por libre postulación. El Tribunal Electoral estableció que para poder ser candidata presidencial por libre postulación debía obtener firmas correspondientes al 1% de los votos emitidos para el cargo en la pasada elección. El 11 de enero de 2019, el Tribunal Electoral confirmó de acuerdo con la validación de firmas a Ana Matilde Gómez como una de los tres candidatos por libre postulación a la presidencia de Panamá, logrando un total de 131 415 firmas.